# گورنا کروشیتسا
گورنا کروشیتسا (به بلغاری: Gorna Krushitsa) یک منطقهٔ مسکونی در بلغارستان است که در استان بلاگووگراد واقع شده‌است.